# Bataille de Dan-no-ura
Guerre de Gempei
Batailles
- Uji (1re)
- Nara
- Ishibashiyama
- Fujigawa
- Sunomata
- Yahagigawa
- Hiuchi
- Kurikara
- Shinohara
- Mizushima (navale)
- Fukuryūji
- Muroyama
- Hōjūjidono
- Uji (2e)
- Awazu
- Ichi-no-Tani
- Kojima
- Yashima (navale)
- Dan-no-ura (navale)

La bataille navale de Dan-no-ura (壇の浦の戦い, Dan-no-ura no tatakai) est la bataille décisive qui marque la victoire des Minamoto sur les Taira et la fin de la guerre de Gempei. Le 25 avril 1185, au terme d'une demi-journée de combat, les Minamoto viennent à bout de la flotte du clan Taira au large d'une plage appelée Dan-no-Ura, dans le détroit de Shimonoseki au large de la pointe sud de Honshū.

## Déroulement
Bien que dépassés en nombre, les Taira avaient l'avantage de connaître les conditions de marées du détroit grâce à l'expérience de Taira no Tomomori, de même que les tactiques de combat naval en général. Les Taira divisèrent leurs forces en trois escadres pendant que leurs ennemis arrivaient en masse, navires côte à côte et archers prêts. Le début de la bataille consista principalement en tirs d'archerie à longue distance, avant que les Taira prennent l'initiative, profitant de la marée favorable pour essayer d'encercler les bateaux des Minamoto. À 11 h du matin, alors que les deux armées étaient sérieusement engagées en combat à l'arme blanche, le changement de marée fit graduellement pencher l'avantage en faveur des Minamoto.
Voyant cela, l'un des généraux Taira du nom de Shigeyoshi Taguchi décida de changer de camp et attaqua les Taira par derrière. Il révéla également aux Minamoto sur quel bateau était embarqué le jeune empereur Antoku. Les archers connaissant maintenant la bonne cible, concentrèrent leurs tirs sur les rameurs et hommes de barre du navire impérial, mais également du reste de la flotte, rendant les vaisseaux Taira incontrôlables. Réalisant que la bataille était perdue, nombre de Taira choisirent de se suicider en se jetant par-dessus bord, y compris l'empereur Antoku, âgé de six ans, dans les bras de sa grand-mère Tokiko, la veuve de Taira no Kiyomori, l'ancien chef du clan. Selon Mitsuo Kure, « certains voient dans la mort de ces nobles cultivés et bien élevés le symbole de la fin d'une époque et le commencement d'une autre : celle des seigneurs samouraïs » (Mitsuo Kure, Samouraïs, p. 25). Aujourd'hui, les heikegani (« crabes Taira ») trouvés dans le détroit sont considérés par les Japonais comme étant investis de l'esprit des guerriers Taira.
Taira no Munemori n'aura pas cette chance : il sera capturé et plus tard exécuté.
Cette bataille décisive mit fin à l'ère Heian ainsi qu'aux espoirs des Taira de contrôler le Japon. Minamoto no Yoritomo, le demi-frère aîné de Minamoto no Yoshitsune, mit en place le bakufu de Kamakura, et fut nommé seii-taishogun en 1192.

## Adaptation artistique
Le Heike monogatari, un classique de la littérature nipponne, raconte la bataille sous l'angle des Taira. Ce texte a maintes fois été mis en musique, traditionnellement dans une adaptation pour voix et biwa.
Le récit de la bataille de Dan-no-ura, chanté comme le veut la tradition par un aveugle s'accompagnant du biwa, a été l'objet d'un conte de fantômes, La Légende de Mimi-nashi-Hôichi, recueilli par Lafcadio Hearn (Koizumi Yakumo, 1850-1904) dans Kwaïdan ou Histoires et Études de choses étranges (1904).
Ce conte, ainsi que trois autres du même auteur, a servi de toile de fond au film du même nom réalisé par Masaki Kobayashi en 1965.
L'épopée des Heike a donné lieu à une exposition à la Maison de la culture du Japon à Paris du 22 février au 13 mai 2000. Les épisodes les plus spectaculaires en avaient été reconstitués grâce à la mise en scène de deux cent cinquante sculptures de papier japonais, d'une hauteur moyenne de quarante centimètres, conçues par l'artiste contemporain Kiyoharu Uchiumi. Regroupées en douze scènes, ces figurines, fruits de savants pliages et de délicates mises en volume, retraçaient les épisodes majeurs du Dit des Heike : « La grandeur du clan Heike », « L'affaire Shishi no Tani », « L'incendie de Nara », « Le clan Heike fuit la capitale », « Les batailles d'Ichi no Tani, Yashima et Dan no Ura », etc.
Le film d'animation Inu-Oh (2022) évoque cette bataille ainsi que les « crabes Taira » dans la première partie du film. 